# NGC 317A
NGC 317A is een lensvormig sterrenstelsel in het sterrenbeeld Andromeda. NGC 317A staat op ongeveer 220 miljoen lichtjaar van de Aarde. Het hemelobject ligt dicht bij een verderweg gelegen sterrenstelsel dat het nummer NGC 317B draagt.

## Synoniemen
- NGC 317-1
- PGC 3442
- MCG +7-3-9
- UGC 593
- KCPG 19A
- 5ZW 42
- NPM1G +43.0020